# James Wolfe
James Wolfe (Westerham, Comtat de Kent, 1726 - Ciutat de Quebec, Quebec, 1759) fou un militar anglès mort. Va dirigir la famosa batalla de les Planes d'Abraham.
Ingressà en la milícia com a voluntari als tretze anys, i als quinze ja era tinent. Es distingí pel seu valor i agosarament a Flandes (1743) i a Escòcia (1745) i no menys en les campanyes del continent. Va participar en la batalla de Dettingen i va ser ferit a la batalla de Lafelt (1747). En els temps de pau mantenia una severa disciplina en les tropes que ell menava com a major d'infanteria (1749) i com a coronel (1757). A aquest fet es degué l'èxit de la batalla de Minden. Formant part de les forces enviades contra Cap Breton, contribuí a la presa de Louisbourg (1758).

## Batalla de les Planes d'Abraham

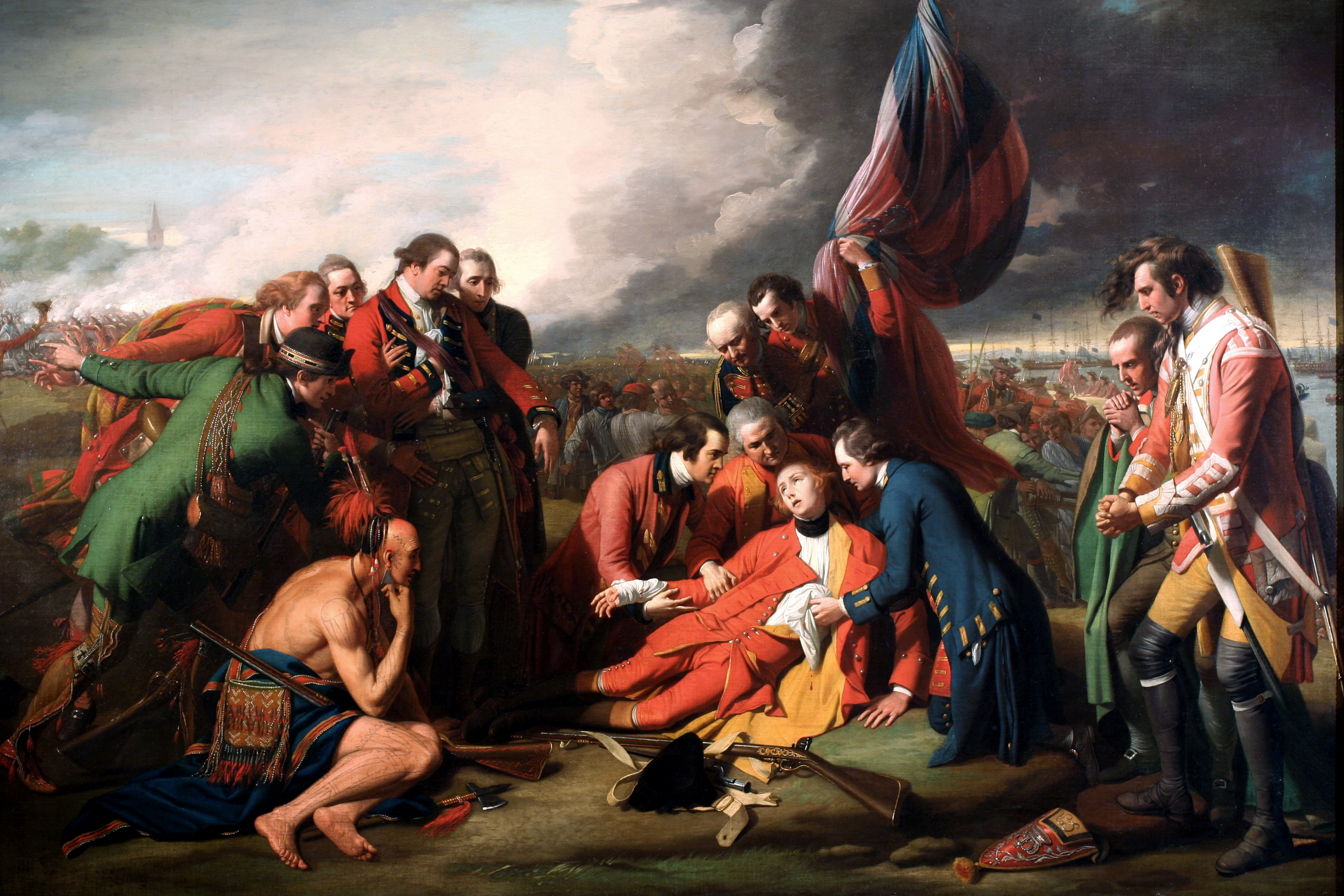
La mort del general Wolfe, pintura de Benjamin West

De retorn a Anglaterra aconseguí el comandament de 28.000 homes per foragitar del Canadà els francesos. Per això desembarcà a l'illa de Bié el 24 de maig de 1759, s'establí el 8 de juny a la d'Orleans. Com que els francesos es fortificaren a Beauport (marge esquerre del Sant Llorenç), Wolfe, després d'intentar en va el bombardeig de Quebec, assaltà el campament francès. Fou refusat el 31 de juliol, després concebé el temerari projecte de desembarcar enfront de Quebec. Volia treure de les seves trinxeres l'enemic, infiltrar les seves tropes per la vora dreta del Sant Llorenç i remuntar el riu durant la nit amb la seva petita flota fins a una caleta abandonada. D'allà sorgia un sender que portava a la serra d'Abraham, ja llustrejava el dia quan els francesos arribaven als turons. Per foragitar-los-en, s'entaulà una acarnissada lluita en la qual Wolfe i el seu adversari Montcalm foren mortalment ferits; però l'anglès va conèixer la victòria de les seves hosts.
Quatre dies després (17 de setembre) Quebec capitulava i França perdia per sempre el Canadà. Portades a Anglaterra les restes de Wolfe reberen sepultura a Greenwich. La Cambra dels Comuns, davant aquest comportament tan heroic dels seus soldats, votà l'erecció d'un monument commemoratiu a Westminster. Més tard el Govern del Canadà elevà una columna de 20 metres d'alçada en el lloc que havia caigut mortalment ferit Wolfe.